# Communauté de communes d'Aire-sur-l'Adour
La communauté de communes d'Aire-sur-l'Adour est une communauté de communes française, située dans les départements des Landes et du Gers dans les régions Nouvelle-Aquitaine et Occitanie.

## Histoire
Créée le 21 décembre 1992 pour une prise d'effet au 31 décembre 1992, et première en Aquitaine, la communauté de communes est un établissement public qui regroupe les 12 communes du canton d'Aire-sur-l'Adour. Elle intervient sur différents secteurs de compétences : la voirie, le scolaire, péri et extrascolaire, les affaires économiques, l'environnement, les déchets, Gestion des milieux aquatiques et prévention des inondations, la gestion de l'espace.
La communauté de communes est à l'origine de la création de la ZAC de Peyres, dont une première tranche de 6 hectares a été viabilisée et commercialisée. Une deuxième tranche a été lancée en 1999. Elle est également à l'origine d'une autre initiative : le tri sélectif des déchets ménagers. Depuis 1994, deux déchèteries ont été mises en service, l'une sur Aire, l'autre sur Eugénie-les-Bains. Enfin, en juin 2002, il était créé un atelier multiservices informatiques avec l'aide du Conseil général des Landes.
Depuis le 1er janvier 2009, Les communautés de communes d'Aire sur l'Adour et du Bas Adour gersois ont officiellement fusionné. Cette fusion porte à dix-sept le nombre de communes et à près de 12 000 le nombre d'habitants.
Depuis le 1er janvier 2012, Les communautés de communes d'Aire sur l'Adour et du Léez et de l'Adour ont officiellement fusionné. Cette fusion porte à vingt-deux le nombre de communes et à près de 13 400 le nombre d'habitants.

## Territoire communautaire

### Géographie
Située au sud-est  du département des Landes, la communauté de communes d'Aire-sur-l'Adour regroupe 22 communes et présente une superficie de 300,6 km2.

Carte de la communauté de communes d'Aire-sur-l'Adour au 1er janvier 2019.

### Composition

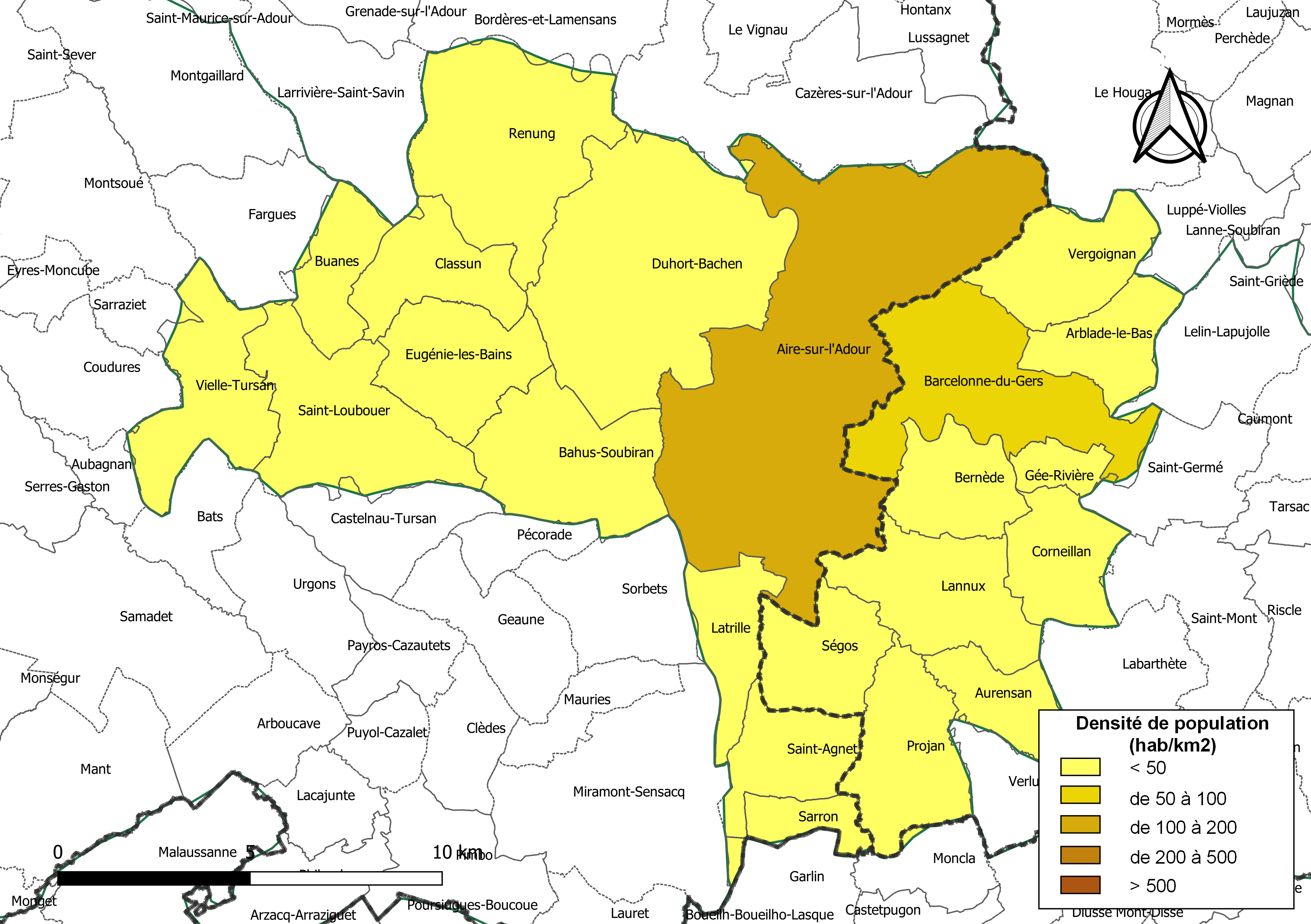
Carte des densités de population (millésimée 2016) des communes de la communauté de communes d'Aire-sur-l'Adour. Composition en communes au 1er janvier 2019.

La communauté de communes est composée des 22 communes suivantes :

| Nom                      | Code Insee | Gentilé        | Superficie (km2) | Population (dernière pop. légale) | Densité (hab./km2) |
| ------------------------ | ---------- | -------------- | ---------------- | --------------------------------- | ------------------ |
| Aire-sur-l'Adour (siège) | 40001      | Aturins        | 57,78            | 6 215 (2022)                      | 108                |
| Arblade-le-Bas           | 32004      | Arbladais      | 7,67             | 131 (2022)                        | 17                 |
| Aurensan                 | 32017      | Aurensannais   | 6,33             | 132 (2022)                        | 21                 |
| Bahus-Soubiran           | 40022      | Bahusates      | 14,53            | 393 (2022)                        | 27                 |
| Barcelonne-du-Gers       | 32027      | Barcelonnais   | 20,29            | 1 378 (2022)                      | 68                 |
| Bernède                  | 32046      | Bernédois      | 8,18             | 186 (2022)                        | 23                 |
| Buanes                   | 40057      | Buanais        | 6,62             | 240 (2022)                        | 36                 |
| Classun                  | 40082      | Classunois     | 8,82             | 246 (2022)                        | 28                 |
| Corneillan               | 32108      | Corneillanais  | 8,47             | 156 (2022)                        | 18                 |
| Duhort-Bachen            | 40091      | Duhortois      | 34,17            | 682 (2022)                        | 20                 |
| Eugénie-les-Bains        | 40097      | Eugénois       | 11,03            | 486 (2022)                        | 44                 |
| Gée-Rivière              | 32145      | Géens          | 2,74             | 44 (2022)                         | 16                 |
| Lannux                   | 32192      | Lannuxois      | 12,83            | 220 (2022)                        | 17                 |
| Latrille                 | 40146      | Latrillois     | 6,84             | 167 (2022)                        | 24                 |
| Projan                   | 32333      | Projanais      | 11,78            | 182 (2022)                        | 15                 |
| Renung                   | 40240      | Renungois      | 21,95            | 490 (2022)                        | 22                 |
| Saint-Agnet              | 40247      | Saint-Agnetois | 7,8              | 181 (2022)                        | 23                 |
| Saint-Loubouer           | 40270      | Loubérins      | 16,95            | 441 (2022)                        | 26                 |
| Sarron                   | 40290      | Sarronais      | 3,9              | 105 (2022)                        | 27                 |
| Ségos                    | 32424      | Ségossais      | 8,67             | 248 (2022)                        | 29                 |
| Vergoignan               | 32460      | Vergoignanais  | 10,44            | 316 (2022)                        | 30                 |
| Vielle-Tursan            | 40325      | Viellois       | 12,81            | 283 (2022)                        | 22                 |

Les 5 communes suivantes faisaient partie de l'ancienne Communauté de communes Bas Adour gersois :
- Arblade-le-Bas
- Barcelonne-du-Gers
- Bernède
- Gée-Rivière
- Vergoignan

Les 5 communes suivantes faisaient partie de l'ancienne Communauté de communes du Léez et de l'Adour :
- Aurensan
- Corneillan
- Lannux
- Projan
- Ségos

### Démographie
| 1968   | 1975   | 1982   | 1990   | 1999   | 2010   | 2015   | 2021   |
| ------ | ------ | ------ | ------ | ------ | ------ | ------ | ------ |
| 11 897 | 11 753 | 12 074 | 12 311 | 12 192 | 12 894 | 12 837 | 12 880 |